# Diego Schwartzman
Diego Sebastián Schwartzman (Buenos Aires, 16 agosto 1992) è un ex tennista argentino.
Soprannominato el Peque ("il piccolo") per la sua statura relativamente bassa (170 cm), ha vinto in singolare 4 titoli ATP su quattordici finali disputate, e diversi altri titoli nei circuiti minori. Nelle prove del Grande Slam ha disputato la semifinale all'Open di Francia 2020. Nel ranking ATP ha raggiunto l'8º posto in singolare il 12 ottobre 2020. In doppio ha perso le cinque finali ATP spingendosi fino al 39º posto mondiale nel gennaio 2020. Ha giocato nella squadra argentina di Coppa Davis.

## Biografia
Di religione ebraica, viene battezzato Diego in onore di Diego Maradona. Inizia a giocare a tennis a sette anni e a tredici inizia a viaggiare all'estero da solo per giocare tornei internazionali. A quindici anni inizia ad allenarsi con i già affermati Juan Mónaco e Máximo González, dai quali impara molto. È anche appassionato di calcio e i suoi idoli da ragazzo erano il calciatore Juan Román Riquelme e il tennista Rafael Nadal. Soprannominato "el Peque" (il piccolo), è uno dei tennisti più bassi del circuito professionistico.

## Carriera

### Juniores
Gioca nell'ITF Junior Circuit tra il 2008 e il 2010 e non consegue grandi risultati, vince in totale due tornei minori, uno in singolare e uno in doppio, e non va oltre il 217º posto nel ranking mondiale di categoria raggiunto nell'aprile 2009.

### 2009-2012, inizi da professionista, primo titolo Challenger e diversi titoli ITF
Debutta nel circuito ITF nel 2009 e nel maggio 2010 si aggiudica il primo titolo da professionista al torneo di doppio del Futures Argentina F5, nell'arco della stagione ne vince altri quattro in doppio mentre il primo titolo in singolare arriva in ottobre al Futures Bolivia F3. L'anno dopo vince il Futures Chile F4 in singolare e altri due Futures in doppio. Nell'ottobre 2012 vince il suo primo titolo del circuito Challenger al torneo di Buenos Aires, battendo in finale Guillaume Rufin. Il 2012 è l'ultimo anno in cui compete nel circuito ITF, e durante la stagione si aggiudica altri sei titoli Futures in singolare e quattro in doppio; è inoltre l'ultimo anno in cui svolge l'attività esclusivamente in Sud America.

### 2013, esordi nel circuito maggiore

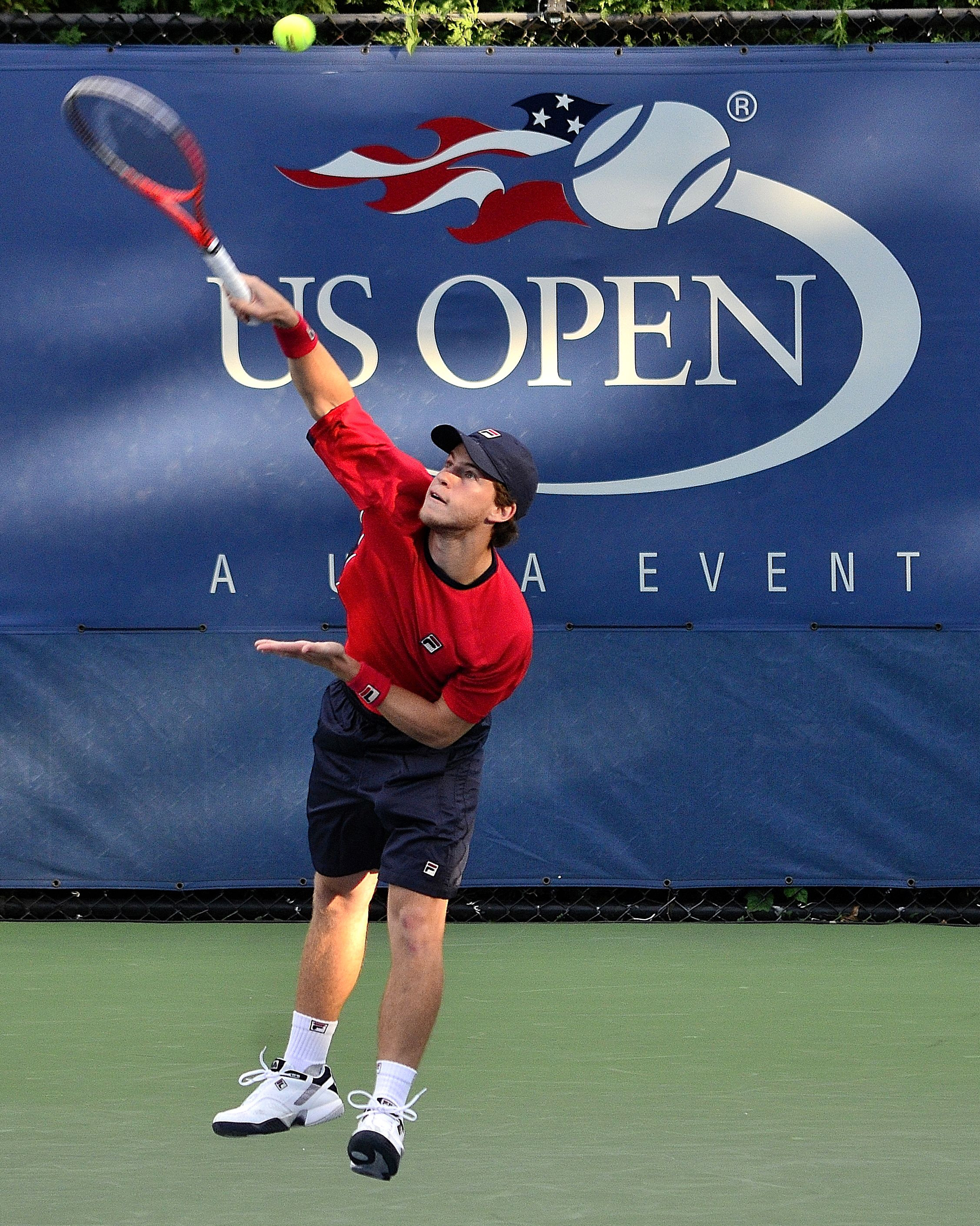
Qualificazioni agli US Open 2013

Nel 2013 si qualifica per la prima volta nel tabellone principale di un torneo ATP al Chile Open di Viña del Mar dove perde al primo turno contro Horacio Zeballos che vincerà il titolo. Al successivo Argentina Open vince per la prima volta nel circuito ATP (contro un top 100) battendo al primo turno il nº 38 del ranking mondiale Thomaz Bellucci. In quella stagione entra nel main draw anche ad Acapulco, Bastad e Amburgo e perde cinque finali Challenger in singolare; in doppio si aggiudica il Challenger de Buenos Aires. Vince inoltre due incontri e perde quello decisivo nelle qualificazioni sia agli Australian Open che agli US Open. Chiude la stagione alla 117ª posizione del ranking ATP dopo essere stato 105º in ottobre.

### 2014, diversi titoli Challenger e 61º nel ranking ATP
Anche nel 2014 alterna le presenze nei tornei Challenger con quelle nei tornei maggiori. Durante l'annata vince le finali nei Challenger di Aix-en-Provence in maggio, battendo Andreas Beck, di Praga in agosto contro André Ghem, di Campinas in settembre ancora contro Ghem e di San Juan in Argentina in ottobre battendo João Souza. A novembre si aggiudica anche le ATP Challenger Tour Finals di San Paolo del Brasile sconfiggendo in finale Guilherme Clezar. Vince inoltre tre titoli Challenger in doppio e viene sconfitto in altre due finali in singolare e tre in doppio.
A maggio si qualifica per la prima volta nel tabellone principale di uno Slam, al Roland Garros, dove vince contro Gastão Elias al primo turno e al secondo viene battuto in tre set dal nº 4 ATP, Roger Federer. In giugno entra per la prima volta nella top 100, al 93º posto. A luglio sconfigge al primo turno dell'Austrian Open Alexander Zverev e perde al secondo dal nº 28 ATP Marcel Granollers. Al suo debutto nel main draw degli US Open viene sconfitto in tre set dal nº 1 al mondo Novak Đoković. Le vittorie di fine anno nei Challenger lo proiettano al 61º posto del ranking, terzo degli argentini.

### 2015, debutto in Coppa Davis e 57º nel ranking

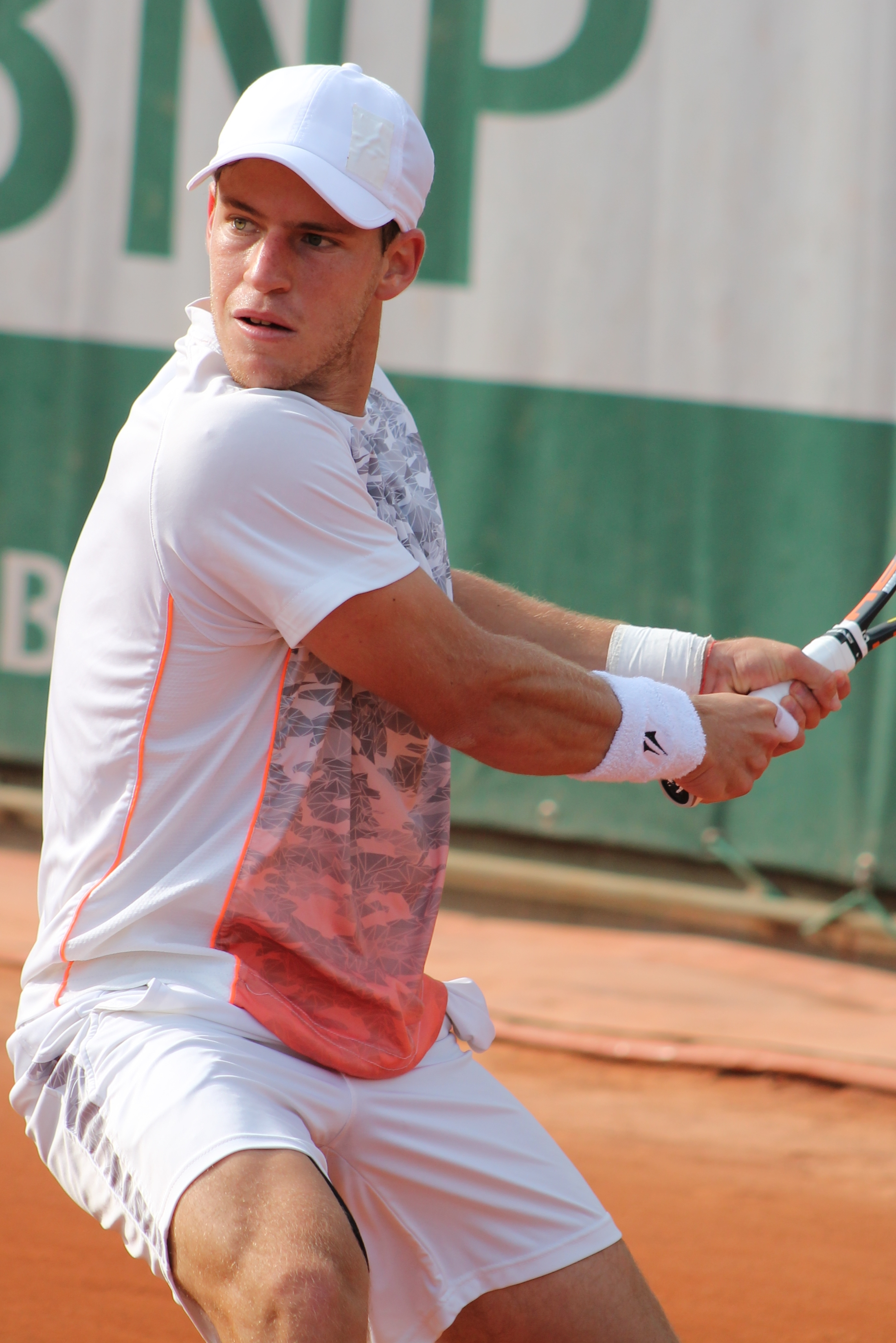
Roland Garros 2015

Nella prima parte della stagione prende parte esclusivamente a tornei ATP. A febbraio raggiunge la sua prima finale nel circuito maggiore al torneo di doppio del Brasil Open, e in coppia con Paolo Lorenzi viene sconfitto da Cabal / Farah in due set. A inizio marzo fa il suo debutto nella squadra argentina di Coppa Davis in occasione della sfida vinta 3-2 contro il Brasile, viene schierato in doppio e perde in coppia con Carlos Berlocq. Subito dopo disputa il suo primo Masters 1000 a Indian Wells, in cui batte al primo turno il nº 51 Jerzy Janowicz e perde contro Federer al secondo. In aprile si qualifica anche al Monte Carlo Masters e al primo turno viene eliminato da Jérémy Chardy. Due settimane dopo arriva in semifinale all'Istanbul Open e viene di nuovo eliminato da Federer, che si impone in rimonta e vincerà il torneo. Si qualifica anche agli Internazionali d'Italia e viene battuto al primo turno da Bellucci.
Alla fine di maggio entra nel tabellone principale al Roland Garros, batte al primo turno Andreas Haider-Maurer e viene sconfitto in cinque set dal nº 14 ATP, Gaël Monfils. Fa il suo esordio in singolare in Coppa Davis in luglio nei quarti di finale che vedono l'Argentina battere la Serbia per 4-1. Gioca a risultato acquisito e perde contro Dušan Lajović in due set. Agli US Open arriva al secondo turno e viene eliminato dal nº 8 ATP, Rafael Nadal. Nella semifinale di Davis, persa 3-2 a Bruxelles, viene sconfitto da David Goffin. Chiude la stagione partecipando solo a tornei Challenger e perde quattro finali; a fine dicembre si trova all'88º posto del ranking.

### 2016: primo titolo ATP e 52º nel ranking

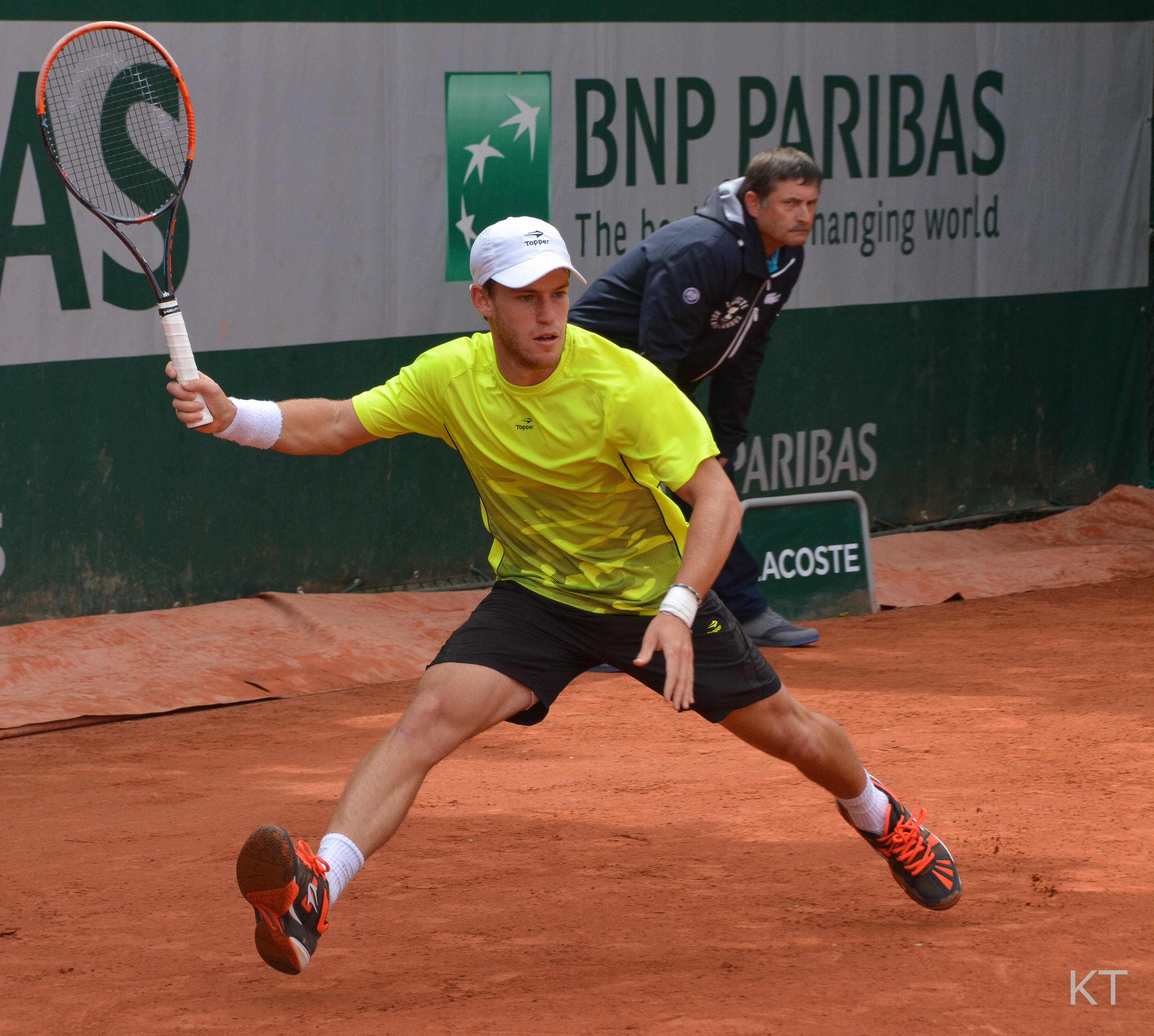
Roland Garros 2016

La prima parte del 2016 lo vede sconfitto al primo o al secondo turno in tutti i tornei maggiori a cui partecipa. Interrompe la serie negativa vincendo il 1º maggio il suo primo titolo ATP all'Istanbul Open; supera i quarti di finale dopo avere salvato un match point contro Damir Džumhur, in finale rimonta uno svantaggio di 6(5)–7, 2–5 contro Grigor Dimitrov e vince 6–0 al terzo set. Nello stesso torneo perde in tre set la finale in doppio in coppia con Andrés Molteni contro Flavio Cipolla/Dudi Sela. Dimitrov si prende la rivincita a fine settembre a Chengdu battendolo in tre set nei quarti di finale dopo che Schwartzman aveva eliminato il nº 35 ATP, Paolo Lorenzi. Nel finale di stagione spicca la vittoria in semifinale allo European Open di Anversa contro l'idolo locale e nº 12 ATP Goffin, prima di arrendersi in finale a Richard Gasquet in due set. A settembre e novembre batte due volte Rogério Dutra da Silva nelle semifinali dei Challenger di Barranquilla e Montevideo. A fine anno raggiunge il nuovo best ranking in 52ª posizione.

### 2017: quarti di finale agli US Open e top 30

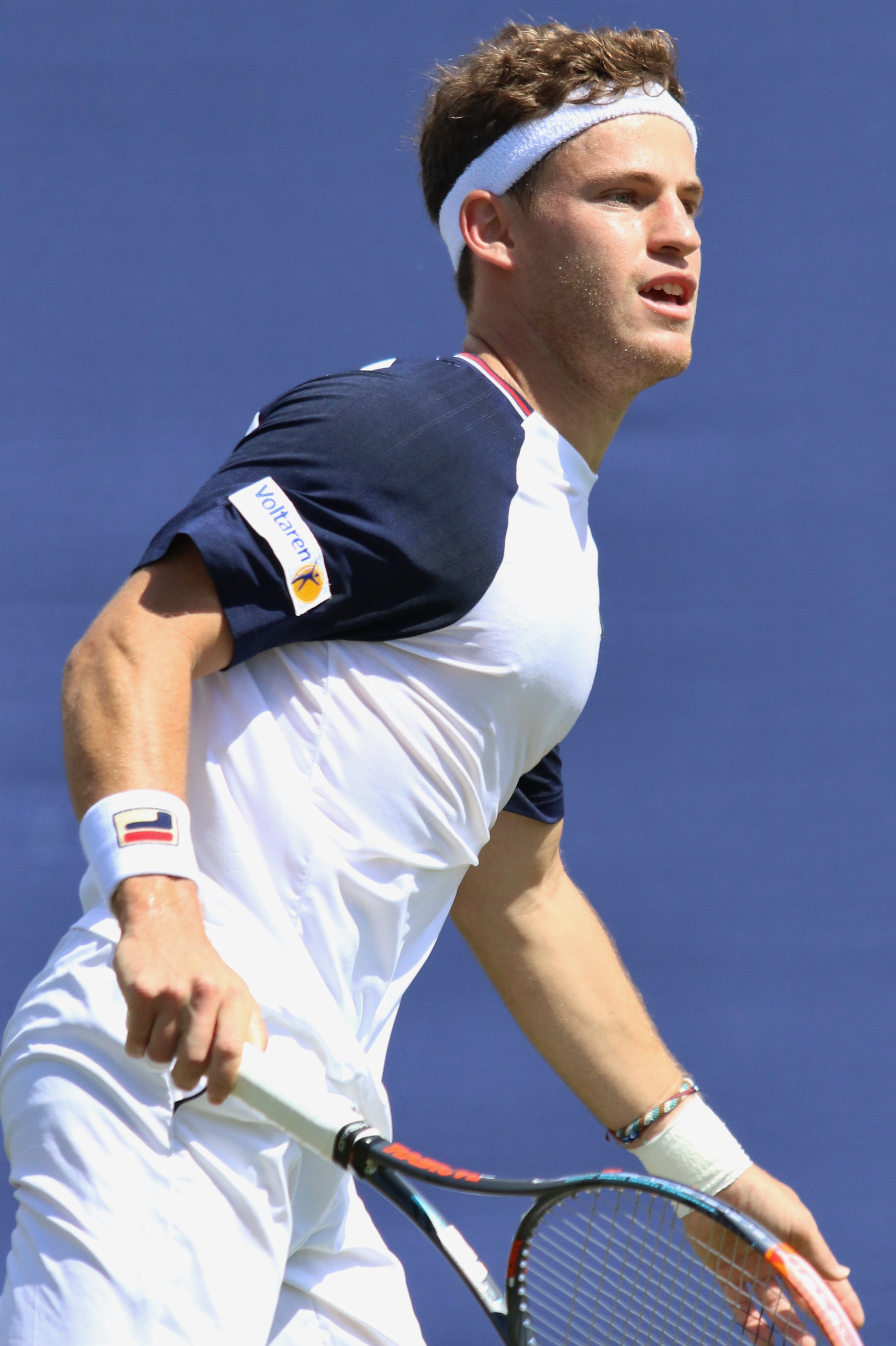
A Eastbourne nel giugno 2017

Il 2017 è un anno di svolta per Schwartzman, che malgrado non vinca alcun titolo scala la classifica mondiale con una serie di buoni risultati. Nei primi quattro tornei, compreso l'Australian Open, non supera mai il secondo turno, mentre raggiunge i quarti sia a Rio de Janeiro che a San Paolo. Eliminato al primo turno del Masters ad Indian Wells, in quello successivo a Miami viene sconfitto da Goffin dopo avere battuto il russo Karen Chačanov e lo spagnolo David Ferrer. A Montecarlo viene eliminato da Nadal nei quarti dopo avere battuto nel secondo turno il nº 18, Roberto Bautista Agut. Non riesce a difendere il titolo di Istanbul, battuto in semifinale da Čilić, e viene quindi eliminato al primo turno a Madrid e al secondo a Roma. Arriva per la prima volta al terzo turno di uno Slam al Roland Garros, ma soccombe al quinto set contro il numero due del mondo Đoković dopo essersi trovato in vantaggio di due set a uno.
Esce a Wimbledon al primo turno per mano di Dimitrov e viene eliminato nei quarti a Båstad e ad Amburgo. Si mette in luce nel Masters 1000 di Montreal superando al secondo turno il nº 7 ATP, Dominic Thiem, prima di uscire nuovamente ai quarti contro Robin Haase. Agli US Open arriva per la prima volta nei quarti di finale di uno Slam dove viene battuto da Pablo Carreño Busta dopo avere superato nei turni precedenti il nº 7 Čilić e il nº 20 Pouille. Questi risultati gli permettono di insediarsi al 28º posto del ranking. Al play-off di Davis, perso 3-2 ad Astana contro il Kazakistan, si impone nel primo singolare e perde il secondo. Tra i risultati di spicco a fine anno vi sono la semifinale a Tokyo persa dopo due tie-break contro Goffin e la finale disputata come l'anno precedente ad Anversa, persa questa volta contro Jo-Wilfried Tsonga in due set. Viene inoltre eliminato nei quarti a Vienna da Philipp Kohlschreiber dopo avere sconfitto Fabio Fognini ed essersi preso la rivincita su Carreño Busta. Chiude l'ottima stagione con il 26º posto del ranking, dopo essere stato 25º a ottobre.

### 2018: Primo ATP 500 e top 15

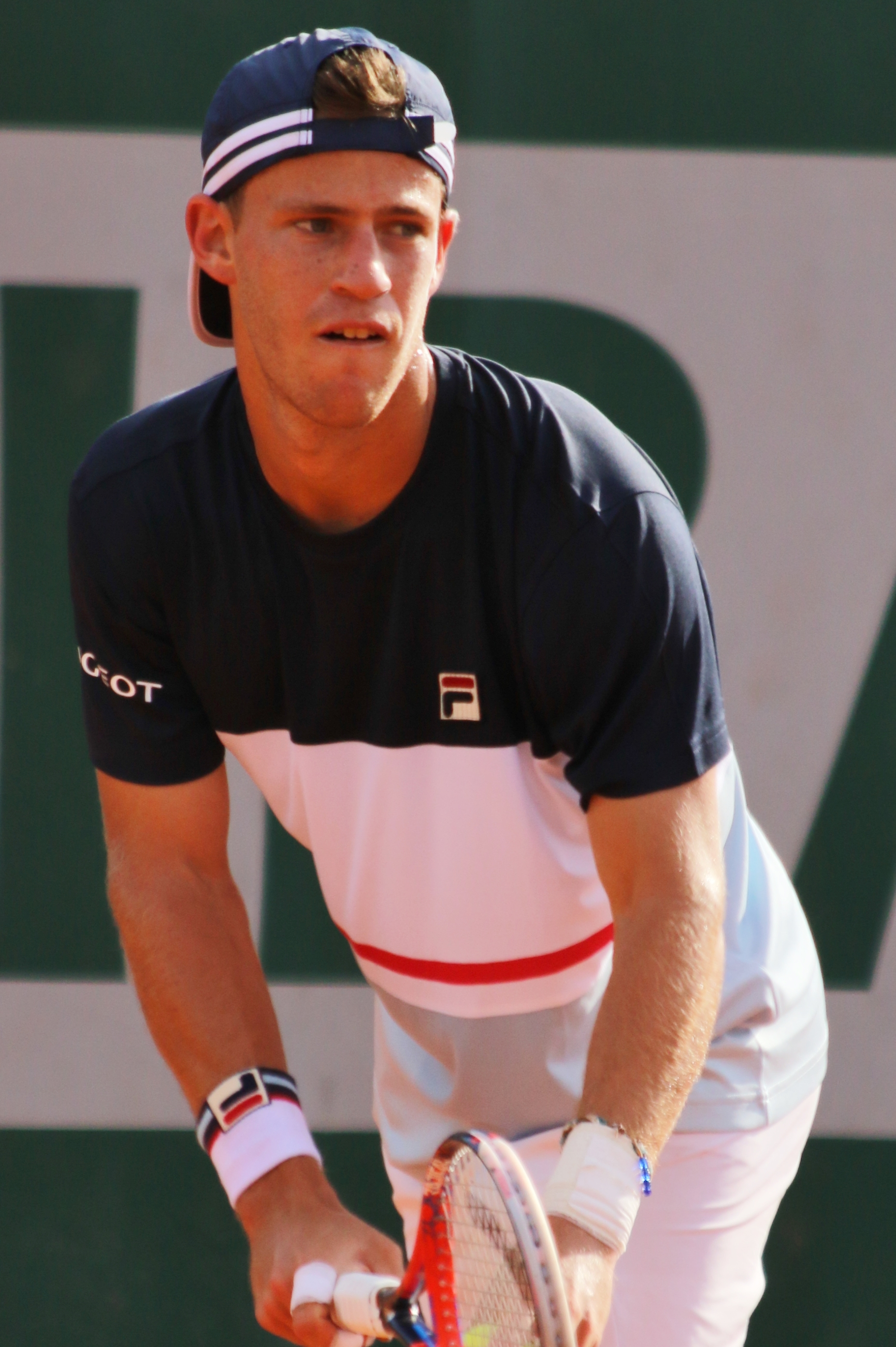
Schwartzman al Roland Garros 2018

Raggiunge per la prima volta gli ottavi agli Australian Open e perde al quarto set contro il nº 1 al mondo Nadal. Il 25 febbraio si aggiudica il Masters 500 di Rio de Janeiro senza perdere alcun set, con la vittoria in finale per 6–2, 6–3 su Fernando Verdasco conquista il secondo titolo ATP ed entra per la prima volta nei top 20, in 18ª posizione. Nei tornei successivi arriva al terzo turno solo al Masters 1000 di Madrid, battuto nuovamente da Nadal. Malgrado l'eliminazione al secondo turno agli Internazionali d'Italia, a fine torneo raggiunge il 12º posto del ranking mondiale. Conferma i progressi al Roland Garros, dove supera nei primi due turni una wild-card e un qualificato e al terzo Borna Ćorić. Al quarto turno si impone in rimonta in cinque set sul nº 7 ATP Kevin Anderson e raggiunge il suo primo quarto di finale a Parigi. Viene eliminato da Nadal dopo essersi aggiudicato il primo set, risultato che porta Schwartzman all'11º posto mondiale, nuovo best ranking. Viene quindi sconfitto al secondo turno a Eastbourne e Wimbledon e raggiunge i quarti di finale ad Amburgo.
Sul cemento americano di Toronto elimina Kyle Edmund e Sam Querrey, prima di cedere a Čilić, mentre esce al primo turno a Cincinnati. Agli US Open elimina Federico Delbonis e Jaume Munar e cede al terzo turno a Kei Nishikori. Sconfitto al primo turno nella trasferta asiatica a Tokyo e a Shanghai, raggiunge l'ultima semifinale stagionale ad Anversa dove viene eliminato da Gaël Monfils. Chiude la stagione con il terzo turno al Paris Masters, eliminato da Alexander Zverev. Per la prima volta in carriera l'ultima classifica dell'anno lo vede chiudere in top 20, al 17º posto.

### 2019: un titolo ATP e semifinale a Roma

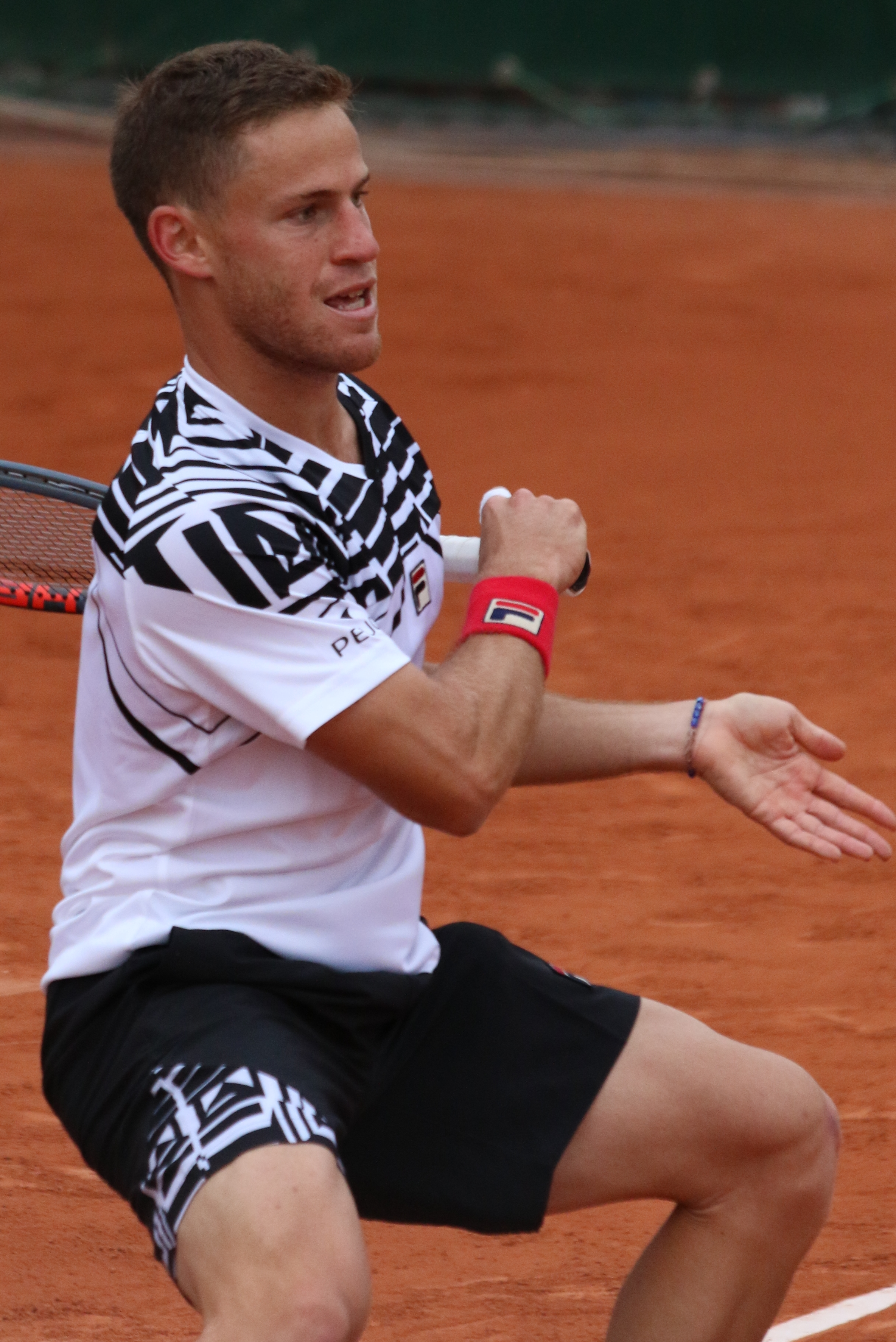
Schwartzman all'Open di Francia 2019

Inizia la stagione a Sydney e dopo i successi su Guillermo García López e Yoshihito Nishioka viene eliminato in semifinale da Andreas Seppi. Sconfitto al primo turno agli Australian Open, a Cordoba esce nei quarti per mano di Guido Pella. A Buenos Aires supera nell'ordine Aljaž Bedene, Albert Ramos Viñolas e in semifinale rimonta il campione uscente e nº 8 del mondo Dominic Thiem aggiudicandosi il tiebreak decisivo. Nella sua quinta finale in carriera raccoglie tre soli giochi contro Marco Cecchinato. Raggiunge anche la finale in doppio in coppia con Thiem e vengono sconfitti da Máximo González/Horacio Zeballos con un doppio 6–1. Si ritira a Rio nel match di primo turno, dove era campione uscente. Eliminato al secondo turno da Cameron Norrie ad Acapulco, a Indian Wells soccombe al terzo turno a Nadal, mentre a Miami cede al secondo turno contro Reilly Opelka.
Sulla terra rossa di Monte Carlo batte all'esordio Kyle Edmund prima della sconfitta subita contro Taylor Fritz. Si iscrive in ritardo al torneo di Barcellona ed è costretto a giocare le qualificazioni. Dopo averle superate raggiunge le semifinali e viene sconfitto da Dominic Thiem con un doppio 6–3. Eliminato al secondo turno in singolare a Monaco e a Madrid, al Masters 1000 spagnolo raggiunge la quarta finale di doppio in carriera, in coppia con Thiem, e viene sconfitto da Jean-Julien Rojer/Horia Tecău in due set. Agli Internazionali d'Italia raggiunge per la prima volta la semifinale in un torneo Masters 1000, eliminando nell'ordine Nishioka, Ramos Viñolas, Berrettini e Nishikori. A impedirgli l'accesso in finale è il n° 1 del mondo Đoković, che si impone in tre set. Al Roland Garros non va oltre il secondo turno, eliminato da Leonardo Mayer, mentre in doppio raggiunge con Guido Pella la semifinale e vengono eliminati da Kevin Krawietz/Andreas Mies. Al Queen's viene sconfitto nei quarti di finale da Daniil Medvedev, mentre a Wimbledon perde in cinque set al terzo turno da Berrettini.
Dopo quasi un mese torna in campo a Los Cabos dove conquista il suo terzo titolo ATP, sconfiggendo nell'ordine Ernests Gulbis, Michail Kukuškin, Guido Pella e in finale Taylor Fritz. Esce al secondo turno a Montréal per mano di Bautista Agut, mentre a Cincinnati perde al terzo turno contro Richard Gasquet. Agli US Open raggiunge i quarti per la seconda volta in carriera grazie al successo negli ottavi sul nº 6 del mondo Zverev, per poi essere sconfitto da Nadal per l'ottava volta su altrettanti incontri diretti giocati nel circuito maggiore. Dopo i deludenti risultati a Pechino, Shanghai e Anversa, all'ATP 500 di Vienna elimina nell'ordine Pierre-Hugues Herbert, Sam Querrey, nei quarti il nº 9 del mondo Khachanov, in semifinale Monfils, e alla sua terza finale dell'anno viene sconfitto da Thiem con il punteggio di 6–3, 4–6, 3–6. Altri discreti risultati conseguiti in doppio durante la stagione lo porteranno il 6 gennaio 2020 al 39º posto mondiale, nuovo best ranking.

### 2020: semifinale al Roland Garros, finale a Roma e top 10
Inizia la stagione all'ATP Cup con un bilancio di una vittoria e tre sconfitte. Agli Australian Open eguaglia il suo miglior risultato raggiungendo gli ottavi di finale, senza perdere alcun set, per poi cedere al nº 2 del mondo Đoković in tre partite. Si spinge fino alla finale a Córdoba dove viene sconfitto in tre set da Cristian Garín. La settimana successiva a Buenos Aires si ritira prima della semifinale dopo che aveva impiegato quasi quattro ore nei quarti di finale per avere ragione di Pablo Cuevas. Ha quindi inizio la lunga pausa del tennis per la pandemia di COVID-19.
Torna a giocare in agosto agli US Open ed esce al primo turno per mano di Cameron Norrie. Al secondo turno degli Austrian Open viene sconfitto da Laslo Đere. Agli Internazionali d’Italia, dopo avere eliminato John Millman e Hubert Hurkacz, batte per la prima volta in carriera Rafael Nadal – contro il quale aveva perso tutti e nove i precedenti incontri – al termine di un grande incontro che si aggiudica per 6–2, 7–5. In semifinale supera in tre set la rivelazione stagionale Denis Shapovalov e, alla sua prima finale in un Masters 1000, perde contro Novak Djokovic con il punteggio di 7–5, 6–3. I successi continuano agli Open di Francia, dove raggiunge per la prima volta in carriera una semifinale Slam. Elimina senza perdere alcun set Kecmanović, Giustino, Gombos e Sonego, mentre nei quarti impiega oltre cinque ore per superare al quinto set Dominic Thiem, reduce dal trionfo agli US Open. Accede alla semifinale femminile anche la connazionale Nadia Podoroska, e l'Argentina ha per la prima volta due tennisti tra i migliori quattro di uno Slam dall'Open di Francia 2004, quando a riuscirci furono Gastón Gaudio e Guillermo Coria. È Rafael Nadal, campione in carica e in corsa per il 20° Slam, a negargli l'accesso alla finale superandolo con il punteggio di 3–6. 3–6, 6(0)–7. A fine torneo entra per la prima volta tra i migliori dieci del mondo, in 8ª posizione.
All'ATP Colonia 2 elimina nell'ordine Otte, Davidovich Fokina e in semifinale Auger-Aliassime. All'ultimo incontro del torneo viene sconfitto nettamente da Alexander Zverev con il punteggio di 6–2, 6–1. Si assicura la partecipazione alle ATP Finals raggiungendo i quarti di finale al Masters 1000 di Parigi-Bercy, dove viene eliminato da Daniil Medvedev, e approfittando del successo di Rafael Nadal su Pablo Carreño Busta, che gli contendeva l'ultimo posto a disposizione. Alle ATP Finals viene eliminato nel round-robin già dopo le sconfitte contro Đoković e Zverev, e chiude il girone perdendo anche contro Medvedev.

### 2021: Un titolo ATP
All'esordio stagionale prende parte con l'Argentina alla ATP Cup, supera Nishikori e perde di nuovo contro Medvedev, che insieme a Rublev porta la Russia al passaggio del turno e alla vittoria finale nella manifestazione. All'Australian Open viene sconfitto a sorpresa al terzo turno da Aslan Karacev, che arrivando in semifinale sarà la rivelazione del torneo. Eliminato nei quarti di finale da Albert Ramos Viñolas a Córdoba, si aggiudica per la prima volta il torneo di Buenos Aires lasciando tre soli giochi in finale a Francisco Cerúndolo. A Miami raggiunge per la prima volta il quarto turno dove viene sconfitto dall'emergente statunitense Sebastian Korda. Eliminato all'esordio nei Masters 1000 di Monte Carlo, Madrid e a Roma, raggiunge i quarti a Barcellona dove cede al terzo set a Carreño Busta. Si spinge fino ai quarti anche al Roland Garros, subendo l'ennesima sconfitta da Nadal che gli costa anche l'uscita dalla top-10. Dei tornei sull'erba gioca solo a Wimbledon venendo eliminato al terzo turno da Márton Fucsovics.
Fa il suo debutto in un torneo olimpico ai Giochi di Tokyo venendo eliminato al terzo turno da Kachanov, mentre in doppio fa coppia con Facundo Bagnis e non supera il primo turno. In entrambi i Masters 1000 che precedono gli US Open viene sconfitto al terzo turno, a Toronto da Roberto Bautista Agut e a Cincinnati da Casper Ruud. Nello Slam newyorkese si spinge fino al quarto turno dove viene battuto in cinque set dalla rivelazione del torneo Botic van de Zandschulp. Avendo continuato a perdere posizioni nel ranking, dopo gli US Open Schwartzman scende alla 15ª posizione. Per la seconda volta in carriera prende parte alla Laver Cup e nell'unico incontro disputato perde 9–11 nel set decisivo contro Rublëv, che lo sconfigge nei quarti anche al successivo torneo di San Diego. All'Indian Wells Open supera tra gli altri il nº 10 ATP Casper Ruud e cede nei quarti a Cameron Norrie, che si aggiudicherà il torneo. Nonostante la finale giocata ad Anversa, nella quale raccoglie solo quattro giochi contro Jannik Sinner, si ferma al 16º posto del ranking. Risale al 13º posto a fine stagione dopo le i quarti a Vienna e il secondo turno al Paris Masters.

### 2022: due finali ATP in singolare e una in doppio agli Internazionali d'Italia
Fa il suo esordio stagionale all'ATP Cup, nella quale sconfigge Nikoloz Basilašvili e il nº 4 del mondo Stefanos Tsitsipas per poi essere battuto da Hubert Hurkacz. Al secondo turno degli Australian Open cede in tre set contro il nº 175 del ranking Christopher O'Connell. Nonostante la semifinale raggiunta, delude anche a Córdoba dove gioca tutti gli incontri contro giocatori fuori dalla top 100 e viene eliminato da Alejandro Tabilo. Arriva in finale a Buenos Aires dopo avere eliminato Lorenzo Sonego, ma viene sconfitto da Casper Ruud. Raggiunge la finale anche al successivo ATP 500 di Rio de Janeiro raccogliendo solo sei giochi contro la promessa mondiale Carlos Alcaraz. Nei primi due Masters 1000 stagionali vince un solo incontro a Indian Wells. Ancora una volta torna a fare risultati sulla terra battuta, a Monte Carlo raggiunge i quarti di finale venendo sconfitto nel set decisivo da Stefanos Tsitsipas, che confermerà il titolo vinto l'anno precedente. A Barcellona elimina tra gli altri il nº 9 del mondo Auger-Aliassime e perde in semifinale contro Carreño Busta. Non va oltre il secondo turno a Madrid e a Roma; nel torneo del Foro italico raggiunge la finale in doppio assieme a John Isner ma vengono sconfitti 10–12 nel set decisivo dagli specialisti Nikola Mektic/Mate Pavic. Al quarto turno dell'Open di Francia raccoglie solo sette giochi contro Djokovic, mentre nei tre tornei disputati sull'erba vince un solo incontro a Wimbledon.
Dopo la sconfitta nei quarti a Båstad contro Pablo Carreño Busta, esce al primo turno ad Amburgo. Inizia la trasferta nordamericana con l'eliminazione al secondo turno al Masters di Montréal, mentre a Cincinnati elimina i top 40 Molcan e Karacev raccogliendo solo sei giochi al terzo turno contro Tsitsipas. Esce al terzo turno anche agli US Open, battuto in tre set da Frances Tiafoe. Il momento negativo continua con altre sette sconfitte negli ultimi incontri stagionali in singolare, tra cui quella subita contro Mikael Ymer nella prima giornata della fase a gruppi alle finali di Coppa Davis, dopo la quale viene sostituito. A ottobre esce dalla top 20 in cui era entrato nel settembre 2019.

### 2023-2025, crollo nel ranking e ritiro
Il momento negativo prosegue nei primi 5 mesi del 2023, vincendo solo 5 dei 21 incontri disputati. Dà segnali di ripresa al Roland Garros, dove supera il nº 32 ATP Bernabé Zapata Miralles e per la prima volta in stagione vince due incontri di fila, venendo eliminato al terzo turno, e a fine torneo esce dalla top 100 in cui si trovava ininterrottamente dall'agosto 2014. Nei tornei successivi sconfigge alcuni giocatori top 70, ma non vince più di un match a torneo. Uscito al secondo turno a Wimbledon, dopo l'eliminazione al primo turno agli US Open scende al 136º posto del ranking e si separa amichevolmente dallo storico allenatore Chela, che lo seguiva da 7 anni. Affronta la trasferta asiatica con il nuovo allenatore Bruno Tiberti, che già collaborava con i doppisti Máximo González/Andrés Molteni. Al primo turno dell'ATP 500 di Pechino vince il primo set contro il nº 10 del mondo Alexander Zverev, che si impone in rimonta. Ottiene buoni risultati anche al successivo Shanghai Masters con le vittorie in tre set sull'emergente  Luca Van Assche, sulla testa di serie nº 27 Jiří Lehečka, e sul nº 8 del mondo Taylor Fritz; al quarto turno viene eliminato dal nº 22 ATP Nicolás Jarry in tre set. All'ATP 500 di Tokyo supera Francisco Cerúndolo, ma esce al turno successivo.
Nella prima parte del 2024 vince solo alcuni incontri nei tabelloni di qualificazione ATP. A luglio esce dalla top 200 e annuncia che la stagione corrente sarà la sua ultima da professionista e che disputerà come ultimo torneo l'Argentina Open, ritirandosi a febbraio del 2025.

## Caratteristiche tecniche
Predilige giocare sulla terra rossa, impugna la racchetta con la destra e il suo colpo migliore è il rovescio, che esegue a due mani. Nel corso della carriera ha migliorato la risposta al servizio, diventando uno dei migliori in tale abilità. Sopperisce con una buona agilità e un'eccezionale miscela di coordinazione e velocità alla scarsa prestanza fisica: con la sua altezza di un metro e settanta è uno dei tennisti più bassi del circuito. Anche le sue doti caratteriali hanno contribuito al suo successo, in particolare una grande tenacia e fiducia in sé stesso.

## Statistiche

### Singolare

#### Vittorie (4)
| Legenda              |
| Grande Slam (0)      |
| ATP Finals (0)       |
| ATP Masters 1000 (0) |
| ATP Tour 500 (1)     |
| ATP Tour 250 (3)     |

| N. | Data             | Torneo                       | Superficie  | Avversario in finale | Punteggio           |
| 1. | 1º maggio 2016   | Istanbul Open, Istanbul      | Terra rossa | Grigor Dimitrov      | 6(5)–7, 7–6(4), 6–0 |
| 2. | 25 febbraio 2018 | Rio Open, Rio de Janeiro     | Terra rossa | Fernando Verdasco    | 6–2, 6–3            |
| 3. | 3 agosto 2019    | Los Cabos Open, Los Cabos    | Cemento     | Taylor Fritz         | 7–6(6), 6–2         |
| 4. | 7 marzo 2021     | Argentina Open, Buenos Aires | Terra rossa | Francisco Cerúndolo  | 6–1, 6–2            |

#### Finali perse (10)
| Legenda              |
| Grande Slam (0)      |
| ATP Finals (0)       |
| ATP Masters 1000 (1) |
| ATP Tour 500 (2)     |
| ATP Tour 250 (7)     |

| N.  | Data              | Torneo                           | Superficie  | Avversario in finale | Punteggio     |
| 1.  | 23 ottobre 2016   | European Open, Anversa           | Cemento (i) | Richard Gasquet      | 6(4)–7, 1–6   |
| 2.  | 22 ottobre 2017   | European Open, Anversa (2)       | Cemento (i) | Jo-Wilfried Tsonga   | 3–6, 5–7      |
| 3.  | 17 febbraio 2019  | Argentina Open, Buenos Aires     | Terra rossa | Marco Cecchinato     | 1–6, 2–6      |
| 4.  | 27 ottobre 2019   | Vienna Open, Vienna              | Cemento (i) | Dominic Thiem        | 6–3, 4–6, 3–6 |
| 5.  | 9 febbraio 2020   | Córdoba Open, Córdoba            | Terra rossa | Cristian Garín       | 6–2, 4–6, 0–6 |
| 6.  | 21 settembre 2020 | Internazionali d'Italia, Roma    | Terra rossa | Novak Đoković        | 5–7, 3–6      |
| 7.  | 25 ottobre 2020   | ATP Cologne 2, Colonia           | Cemento (i) | Alexander Zverev     | 2–6, 1–6      |
| 8.  | 24 ottobre 2021   | European Open, Anversa (3)       | Cemento (i) | Jannik Sinner        | 2–6, 2–6      |
| 9.  | 13 febbraio 2022  | Argentina Open, Buenos Aires (2) | Terra rossa | Casper Ruud          | 7–5, 2–6, 3–6 |
| 10. | 20 febbraio 2022  | Rio Open, Rio de Janeiro         | Terra rossa | Carlos Alcaraz       | 4–6, 2–6      |

### Doppio

#### Finali perse (5)
| Legenda              |
| Grande Slam (0)      |
| ATP Finals (0)       |
| ATP Masters 1000 (2) |
| ATP Tour 500 (0)     |
| ATP Tour 250 (3)     |

| N. | Data             | Torneo                        | Superficie      | Compagno       | Avversario in finale              | Punteggio            |
| 1. | 15 febbraio 2015 | Brasil Open, San Paolo        | Terra rossa (i) | Paolo Lorenzi  | Juan Sebastián Cabal Robert Farah | 4–6, 2–6             |
| 2. | 1º maggio 2016   | Istanbul Open, Istanbul       | Terra rossa     | Andrés Molteni | Flavio Cipolla Dudi Sela          | 3–6, 7–5, [7–10]     |
| 3. | 17 febbraio 2019 | Argentina Open, Buenos Aires  | Terra rossa     | Dominic Thiem  | Máximo González Horacio Zeballos  | 1–6, 1–6             |
| 4. | 12 maggio 2019   | Madrid Open, Madrid           | Terra rossa     | Dominic Thiem  | Jean-Julien Rojer Horia Tecău     | 2–6, 3–6             |
| 5. | 15 maggio 2022   | Internazionali d'Italia, Roma | Terra rossa     | John Isner     | Nikola Mektić Mate Pavić          | 2–6, 7–6(6), [10–12] |

### Tornei minori

#### Singolare

##### Vittorie (16)
| Legenda tornei minori |
| Challenger (8)        |
| Futures (8)           |

| N.  | Data              | Torneo                                         | Superficie      | Avversario in finale   | Punteggio        |
| 1.  | 2 ottobre 2010    | Bolivia F3, Cochabamba                         | Terra rossa     | Mauricio Estivariz     | 6–4, 7–5         |
| 2.  | novembre 2011     | Chile F14, Villa Alemana                       | Terra rossa     | Guillermo Hormazábal   | 6–0, 6–3         |
| 3.  | 2 giugno 2012     | Perù F2, Lima                                  | Terra rossa     | Michael Quintero       | 6–2, 6–2         |
| 4.  | 9 giugno 2012     | Argentina F11, San Francisco                   | Terra rossa     | Facundo Argüello       | 6–3, 6–1         |
| 5.  | 23 giugno 2012    | Argentina F14, Corrientes                      | Terra rossa     | Facundo Argüello       | 6–2, 7–5         |
| 6.  | 18 agosto 2012    | Argentina F20, Buenos Aires                    | Terra rossa     | Andrea Collarini       | 7–6(1), 6–3      |
| 7.  | 25 agosto 2012    | Argentina F21, Rosario                         | Terra rossa     | Pablo Galdón           | 6–2, 7–5         |
| 8.  | 1º settembre 2012 | Argentina F22, Santiago del Estero             | Terra rossa     | Leandro Migani         | 2–6, 7–5, 6–3    |
| 9.  | 28 ottobre 2012   | Challenger de Buenos Aires, Buenos Aires       | Terra rossa     | Guillaume Rufin        | 6–1, 7–5         |
| 10. | 11 maggio 2014    | Open du Pays d'Aix, Aix-en-Provence            | Terra rossa     | Andreas Beck           | 6(4)–7, 6–3, 6–2 |
| 11. | 10 agosto 2014    | I. ČLTK Prague Open, Praga                     | Terra rossa     | André Ghem             | 6–4, 7–5         |
| 12. | 21 settembre 2014 | Campeonato Internacional de Campinas, Campinas | Terra rossa     | André Ghem             | 4–6, 6–4, 7–5    |
| 13. | 20 ottobre 2014   | Copa San Juan Gobierno, San Juan               | Terra rossa     | João Souza             | 7–6(5), 6–3      |
| 14. | 23 novembre 2014  | ATP Challenger Tour Finals, San Paolo          | Terra rossa (i) | Guilherme Clezar       | 6–2, 6–3         |
| 15. | 11 settembre 2016 | Open Barranquilla, Barranquilla                | Terra rossa     | Rogério Dutra da Silva | 6–4, 6–1         |
| 16. | 19 novembre 2016  | Uruguay Open, Montevideo                       | Terra rossa     | Rogério Dutra da Silva | 6–4, 6–1         |

##### Finali perse (21)
| Legenda tornei minori |
| Challenger (11)       |
| Futures (10)          |

| N.  | Data              | Torneo                                         | Superficie  | Avversario in finale | Punteggio           |
| 1.  | 5 maggio 2010     | Argentina F7, Neuquén                          | Terra rossa | Andres Molteni       | 4–6, 2–6            |
| 2.  | 19 settembre 2010 | Bolivia F1, Tarija                             | Terra rossa | Adam El Mihdawy      | 6(4)–7, 1–6         |
| 3.  | 10 ottobre 2010   | Bolivia F4, Santa Cruz                         | Terra rossa | Renzo Olivo          | 5–7, 6(3)–7         |
| 4.  | 30 ottobre 2010   | Argentina F21, San Juan                        | Terra rossa | Facundo Argüello     | 1–6, 1–6            |
| 5.  | 17 aprile 2011    | Argentina F1, Arroyito                         | Terra rossa | Agustín Velotti      | 2–6, 3–6            |
| 6.  | 7 maggio 2011     | Argentina F4, Villa Allende                    | Terra rossa | Martín Alund         | 4–6, 1–6            |
| 7.  | 14 maggio 2011    | Argentina F5, Villa del Dique                  | Terra rossa | Marco Trungelliti    | 4–6, 2–6            |
| 8.  | 18 giugno 2011    | Argentina F7, Obera                            | Terra rossa | Juan-Pablo Amado     | 6–4, 4–6, 4–6       |
| 9.  | 24 marzo 2012     | Argentina F4, Córdoba                          | Terra rossa | Agustín Velotti      | 4–6, 2–6            |
| 10. | 5 maggio 2012     | Argentina F9, Villa Allende                    | Terra rossa | Sebastián Decoud     | 6–4, 4–6, 3–6       |
| 11. | 5 maggio 2013     | Tunis Open, Tunisi                             | Terra rossa | Adrian Ungur         | 6–4, 0–6, 2–6       |
| 12. | 30 giugno, 2013   | Marburg Open, Marburgo                         | Terra rossa | Andrej Golubev       | 1–6, 3–6            |
| 13. | 15 settembre 2013 | Banja Luka Challenger, Banja Luka              | Terra rossa | Aljaž Bedene         | 3–6, 4–6            |
| 14. | 13 ottobre 2013   | Copa San Juan Gobierno, San Juan               | Terra rossa | Guido Andreozzi      | 7–6(4), 6(5)–7, 0–6 |
| 15. | 3 novembre 2013   | Uruguay Open, Montevideo                       | Terra rossa | Thomaz Bellucci      | 4–6, 4–6            |
| 16. | 13 aprile 2014    | Itajai Open, Itajaí                            | Terra rossa | Facundo Argüello     | 6–4, 0–6, 4–6       |
| 17. | 28 settembre 2014 | Aberto do Rio Grande do Sul, Porto Alegre      | Terra rossa | Carlos Berlocq       | 4–6, 6–4, 0–6       |
| 18. | 27 settembre 2015 | Campeonato Internacional de Campinas, Campinas | Terra rossa | Facundo Argüello     | 5–7, 3–6            |
| 19. | 4 ottobre 2015    | Aberto do Rio Grande do Sul, Porto Alegre      | Terra rossa | Guido Pella          | 3–6, 6(5)–7         |
| 20. | 18 ottobre 2015   | Corrientes Challenger, Corrientes              | Terra rossa | Máximo González      | 6–3, 5–7, 4–6       |
| 21. | 7 novembre 2015   | Challenger Ciudad de Guayaquil, Guayaquil      | Terra rossa | Gastão Elias         | 0–6, 4–6            |

## Risultati in progressione
| Sigla | Risultato               |
| ----- | ----------------------- |
| V     | Vincitore               |
| F     | Finalista               |
| SF    | Semifinalista           |
| O     | Oro olimpico            |
| A     | Argento olimpico        |
| SF    | Bronzo olimpico         |
| QF    | Quarti di Finale        |
| 4T    | Quarto turno            |
| 3T    | Terzo turno             |
| 2T    | Secondo turno           |
| 1T    | Primo turno             |
| RR    | Round Robin             |
| LQ    | Turno di qualificazione |
| A     | Assente                 |
| ND    | Non disputato           |

| Legenda superfici    |
| -------------------- |
| Cemento              |
| Terra battuta        |
| Erba                 |
| Superficie variabile |

### Singolare
| Torneo              | 2013            | 2014            | 2015            | 2016            | 2017            | 2018            | 2019            | 2020          | 2021            | 2022            | 2023            | 2024            | Titoli | V-S   |
| ------------------- | --------------- | --------------- | --------------- | --------------- | --------------- | --------------- | --------------- | ------------- | --------------- | --------------- | --------------- | --------------- | ------ | ----- |
| Tornei Grande Slam  |                 |                 |                 |                 |                 |                 |                 |               |                 |                 |                 |                 |        |       |
| Australian Open     | Q3              | Q1              | 1T              | 1T              | 2T              | 4T              | 3T              | 4T            | 3T              | 2T              | 2T              | Q1              | 0 / 9  | 13–9  |
| Roland Garros       | Q2              | 2T              | 2T              | 1T              | 3T              | QF              | 2T              | SF            | QF              | 4T              | 3T              | Q2              | 0 / 10 | 23–10 |
| Wimbledon           | A               | A               | 1T              | 1T              | 1T              | 2T              | 3T              | ND            | 3T              | 2T              | 2T              | Q1              | 0 / 8  | 7–8   |
| US Open             | Q3              | 1T              | 2T              | 1T              | QF              | 3T              | QF              | 1T            | 4T              | 3T              | 1T              | 1T              | 0 / 10 | 16–11 |
| Vittorie-Sconfitte  | -               | 1–2             | 2–4             | 0–4             | 7–4             | 10–4            | 9–4             | 8–3           | 11–4            | 7–4             | 4–4             | 1–0             | 0 / 38 | 59–38 |
| Torneo di fine anno |                 |                 |                 |                 |                 |                 |                 |               |                 |                 |                 |                 |        |       |
| ATP Finals          | Non qualificato | Non qualificato | Non qualificato | Non qualificato | Non qualificato | Non qualificato | Non qualificato | RR            | Non qualificato | Non qualificato | Non qualificato | Non qualificato | 0 / 1  | 0–3   |
| Vittorie-Sconfitte  | -               | -               | -               | -               | -               | -               | -               | 0–3           | -               | -               | -               | -               | 0 / 1  | 0–3   |
| Giochi Olimpici     |                 |                 |                 |                 |                 |                 |                 |               |                 |                 |                 |                 |        |       |
| Giochi Olimpici     | Non disputati   | Non disputati   | Non disputati   | A               | Non disputati   | Non disputati   | Non disputati   | Non disputati | 3T              | Non disputati   | Non disputati   | A               | 0 / 1  | 2–1   |
| Vittorie-Sconfitte  | Non disputati   | Non disputati   | Non disputati   | -               | Non disputati   | Non disputati   | Non disputati   | Non disputati | 2–1             | Non disputati   | Non disputati   | -               | 0 / 1  | 2–1   |

### Doppio
| Torneo             | 2013          | 2014          | 2015          | 2016 | 2017          | 2018          | 2019          | 2020          | 2021 | 2022          | 2023          | Titoli | V-S   |
| ------------------ | ------------- | ------------- | ------------- | ---- | ------------- | ------------- | ------------- | ------------- | ---- | ------------- | ------------- | ------ | ----- |
| Tornei Grande Slam |               |               |               |      |               |               |               |               |      |               |               |        |       |
| Australian Open    | A             | A             | 2T            | A    | 1T            | 1T            | 1T            | 1T            | 1T   | A             | 1T            | 0 / 7  | 1–7   |
| Roland Garros      | A             | A             | 1T            | 1T   | 1T            | 2T            | SF            | 2T            | 1T   | A             | A             | 0 / 7  | 6–7   |
| Wimbledon          | A             | A             | 1T            | 2T   | 1T            | A             | A             | ND            | A    | 1T            | A             | 0 / 4  | 1–4   |
| US Open            | A             | 1T            | 2T            | 2T   | 1T            | 1T            | 1T            | A             | A    | A             | A             | 0 / 6  | 2–6   |
| Vittorie-Sconfitte | -             | 0–1           | 2–4           | 2–3  | 0–4           | 1–3           | 4–3           | 1–2           | 0–2  | 0–1           | 0–1           | 0 / 24 | 10–24 |
| Giochi Olimpici    |               |               |               |      |               |               |               |               |      |               |               |        |       |
| Giochi Olimpici    | Non disputati | Non disputati | Non disputati | A    | Non disputati | Non disputati | Non disputati | Non disputati | 1T   | Non disputati | Non disputati | 0 / 1  | 0–1   |
| Vittorie-Sconfitte | Non disputati | Non disputati | Non disputati | -    | Non disputati | Non disputati | Non disputati | Non disputati | 0–1  | Non disputati | Non disputati | 0 / 1  | 0–1   |

## Vittorie contro giocatori Top 10
| Stagione | 2017 | 2018 | 2019 | 2020 | 2021 | 2022 | 2023 | Totale |
| Vittorie | 2    | 1    | 4    | 2    | 1    | 2    | 1    | 13     |

| #    | Giocatore             | Rank | Torneo                          | Superficie  | Turno | Punteggio                        |
| ---- | --------------------- | ---- | ------------------------------- | ----------- | ----- | -------------------------------- |
| 2017 |                       |      |                                 |             |       |                                  |
| 1.   | Dominic Thiem         | 7    | Canadian Open, Montreal         | Cemento     | 2T    | 6–4, 6(7)–7, 7–5                 |
| 2.   | Marin Čilić           | 7    | US Open, New York               | Cemento     | 3T    | 4–6, 7–5, 7–5, 6–4               |
| 2018 |                       |      |                                 |             |       |                                  |
| 3.   | Kevin Anderson        | 7    | Open di Francia, Parigi         | Terra rossa | 4T    | 1–6, 2–6, 7–5, 7–6(0), 6–2       |
| 2019 |                       |      |                                 |             |       |                                  |
| 4.   | Dominic Thiem (2)     | 8    | Argentina Open, Buenos Aires    | Terra rossa | SF    | 2–6, 6–4, 7–6(5)                 |
| 5.   | Kei Nishikori         | 6    | Internazionali d'Italia, Roma   | Terra rossa | QF    | 6–4, 6–2                         |
| 6.   | Alexander Zverev      | 6    | US Open, New York               | Cemento     | 4T    | 3–6, 6–2, 6–4, 6–3               |
| 7.   | Karen Chačanov        | 8    | Vienna Open, Vienna             | Cemento (i) | QF    | 7–6(6), 6–2                      |
| 2020 |                       |      |                                 |             |       |                                  |
| 8.   | Rafael Nadal          | 2    | Internazionali d'Italia, Roma   | Terra rossa | QF    | 6–2, 7–5                         |
| 9.   | Dominic Thiem (3)     | 3    | Open di Francia, Parigi         | Terra rossa | QF    | 7–6(1), 5–7, 6(6)–7, 7–6(5), 6–2 |
| 2021 |                       |      |                                 |             |       |                                  |
| 10.  | Casper Ruud           | 10   | Indian Wells Open, Indian Wells | Cemento     | 4T    | 6–3, 6–3                         |
| 2022 |                       |      |                                 |             |       |                                  |
| 11.  | Stefanos Tsitsipas    | 4    | ATP Cup, Sydney                 | Cemento     | RR    | 6(5)–7, 6–3, 6–3                 |
| 12.  | Félix Auger-Aliassime | 9    | Barcelona Open, Barcellona      | Terra rossa | QF    | 3–6, 6–2, 6–3                    |
| 2023 |                       |      |                                 |             |       |                                  |
| 13.  | Taylor Fritz          | 8    | Shanghai Masters, Shanghai      | Cemento     | 3T    | 6–4, 3–6, 7–6(5)                 |